# تغيير للأفضل (رواية)
تغيير للأفضل (بالإنجليزية: A Change for the Better)‏ هي رواية للكاتبة البريطانية سوزان هيل، نشرت عام 1969، لأول مرة عن دار نشر هاميش هاميلتون.

## الحبكة
تدور أحداث الرواية في شهر نوفمبر في بلدة ساحلية حيث تدير ديردري فاونت ووالدتها وينيفريد أوديكوت متجرًا للأقمشة. جيمس، ابن ديردري البالغ من العمر 11 عامًا، لم يعرف والده أبدًا حيث انفصلا والديه  بعد وقت قصير من ولادته، لكنه كثيرًا ما يتساءل عن والده. يوجد أيضًا في المدينة الرائد بيرترام كاربنتر وزوجته فلورا وهما يقيمان في فندق كبير فخم. يلتقي بيرترام بصديقه المسن السيد إسيب كل يومين، ولكن عندما يعود النجارون من رحلة بحرية من جزر الهند الغربية، يجد أن صديقه مريض. يزوره بيرترام في المستشفى حيث يموت السيد إسيب - بيرترام مصدوم بوفاة صديقه، وهو على علم بوفاته ولكنه يلقي باللوم على الأطباء، وفي هذه الأثناء، أوبري فاونت، والد جيمس يقيم في الفندق حيث يخطط للقاء ديردري وتقديم نفسه لابنه جيمس.